# Œutrange
Ne doit pas être confondu avec Oetrange, Otrange ou Entrange.
Œutrange, également écrit Oeutrange, est une ancienne commune française du département de la Moselle ; elle est rattachée à celle de Thionville depuis le 1er juillet 1970.
Ses habitants sont appelés les Œutrangeois en français et les Éitrénger en platt ; ils sont au nombre de 686 en 2012.

## Géographie
Le territoire communal d'Œutrange représente 9,97 km2 en 1907 ; ce village est traversé par le ruisseau du Wampichbach et est dominé par le point culminant du bassin Thionvillois à 421 m, offrant un panorama exceptionnel jusqu'à 40 km par temps clair.
Situé au Nord-Ouest de Thionville, à quelques dizaines de mètres de l'autoroute A31, le village d'Œutrange est traversé par la route D57b et est délimité à l'Est par la route D57a.

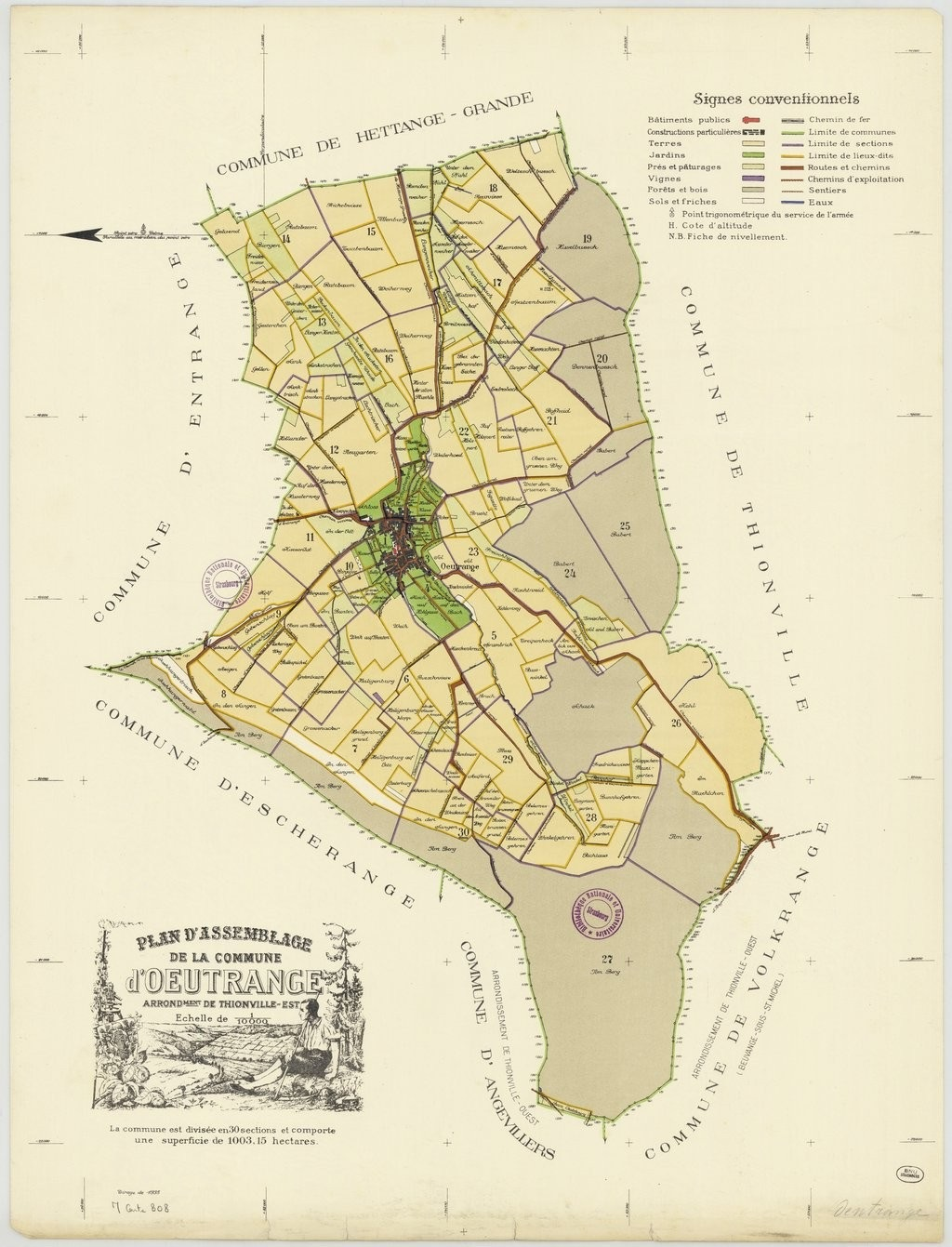
Carte cadastrale de la commune d'Œutrange en 1935.

## Toponymie
En francique lorrain : Éitréng et Éitréngen. En allemand : Œtringen et Oetringen.

### Mentions anciennes
Ottringas (679) ; Otringa (800) ; Otringas (974) ; Œtringis et Ottringis (1140) ; Otrenges (1157) ; Autranges et Ottranges (1170) ; Autrange et Autrenges (1178) ; Otrange et Ottrenges (1186) ; Otranges (1282) ; Ottringes (1308) ; Uttingen, Utringa, Uttinga, Oltringa et Ottringen (1544) ; Autringen (1578) ; Eutringen (1606) ; Œtrange (1686) ; Ottrange (1696) ; Œttrange (XVIIIe siècle) ; Estrange (1725) ; Eutrange (1756) ; Oeutrange (1793) ; Oétrange (1801) ; Œutrange (1835) ; Oetringen ou Oetrange (1863) ; Oetringen et Ötringen (1871-1918).

### Étymologie
Le toponyme Œutrange est composé d'un anthroponyme germanique, possiblement Ortheri, suivi du suffixe -ingen francisé en -ange.

## Histoire
Œutrange est mentionné pour la première fois dans une charte de l'an 679. 
On apprend dans une charte d'Albéron de Montreuil (1131-1152) qu'Œutrange est acquis en 965 par l'abbaye Saint-Martin de Metz auprès du Comte Rambaud. Œutrange est également cité dans une charte de 1157 (en tant qu'Ecclesia de Otringen) puis en 1186 (Ecclesia de Ottrenges).
Ce village était jadis le chef-lieu d'une « landmairie prévôtale ».
Œutrange était le siège d'une cure de l'archiprêtré de Thionville, qui lui-même dépendait de la primatiale de Nancy, aux droits de l'abbaye Saint Martin de Metz. Le village faisait partie de la généralité de Metz après le traité des Pyrénées de 1659, par lequel le roi d'Espagne, duc de Luxembourg, avait cédé Thionville, Montmédy, Damvillers, etc. et leurs environs à la France de Louis XIV.
En 1790 il fait partie du canton de Hettange-Grande avant d'être érigé sous l'An III en tant que chef-lieu de canton.
En 1802, Œutrange est rattaché au canton de Cattenom qu'il ne quittera qu'à l'occasion de son rattachement à Thionville en 1970.
Le 6 mai 1833, un incendie ravage plus de 50 maisons de la commune. Seuls l'église, le presbytère, l'école et une lignée de maisons ont pu être sauvés.
Pendant la Seconde Guerre mondiale, le sous-secteur d'Œutrange est l'un des plus puissants de la ligne Maginot, avec notamment deux gros ouvrages de neuf blocs contenant chacun plus de 700 soldats, un camp militaire, 4 abris, 8 casemates et plusieurs dizaines de blockaus.
Œutrange est rattaché à Thionville le 1er juillet 1970 : la commune compte alors à elle seule 216 hectares de forêt, soit presque autant que la ville de Thionville (260 hectares) avant le rattachement des communes de Veymerange (16 hectares), Volkrange (92 hectares) et Beuvange-sous-Saint-Michel (45 hectares).
Au cours du XXe siècle la proximité de la Mine Charles Ferdinand à Entrange offrait du travail à bon nombre d'Œutrangeois.

### Canton d'Œutrange
Ce canton a existé de l'an III à 1801 et était composé des communes suivantes : Algrange et Batzenthal, Angevillers, Beuvange-sous-Saint-Michel, Elange, Entrange, Escherange, Kanfen, Molvange, Nondkail, Œutrange, Ottange, Rochonvillers, Veymerange, Volkrange et Volmerange.

## Administration
| Période                                  | Période | Identité         | Étiquette | Qualité |
| ---------------------------------------- | ------- | ---------------- | --------- | ------- |
| 18??                                     | 18??    | Dominique Kaiser |           |         |
|                                          |         |                  |           |         |
| Les données manquantes sont à compléter. |         |                  |           |         |

## Population et société

### Démographie
De 463 habitants en 1793, la population est passée à un maximum de 1 205 habitants en 1836 et 700 habitants en 1968 avant le rattachement à Thionville. En 2012 la population du village s'établit à 686 habitants.
| 1793 | 1800 | 1806 | 1821 | 1836  | 1841  | 1861  | 1866  | 1872 |
| ---- | ---- | ---- | ---- | ----- | ----- | ----- | ----- | ---- |
| 463  | 656  | 687  | 912  | 1 205 | 1 087 | 1 014 | 1 044 | 994  |

| 1876 | 1881 | 1886 | 1891 | 1896 | 1901 | 1906 | 1911 | 1921 |
| ---- | ---- | ---- | ---- | ---- | ---- | ---- | ---- | ---- |
| 937  | 867  | 930  | 928  | 645  | 696  | 711  | 736  | 676  |

| 1926 | 1931 | 1936 | 1946 | 1954 | 1962 | 1968 | 2012 | - |
| ---- | ---- | ---- | ---- | ---- | ---- | ---- | ---- | - |
| 672  | 694  | 677  | 611  | 607  | 754  | 700  | 686  | - |

### Enseignement
École primaire Gérard Clément.

### Sport
Club de football : l'A.S. Œutrange.

## Économie
En 1844, le territoire communal d'Œutrange inclut un moulin à farine, deux tuileries, une carrière de pierres, et un territoire productif de 534 ha.

## Culture locale et patrimoine

### Sobriquets
Les habitants sont historiquement surnommés : di Éitrénger dä biren (les poires blettes d'Œutrange) et Muurtentaarten (tartes aux carottes).
Ils sont aussi surnommés en français « les Gaulois » par des élus du conseil municipal de Thionville, à cause de la situation géographique de leur village et de leur opposition aux nouvelles constructions d'habitations à Œutrange.

### Lieux et monuments

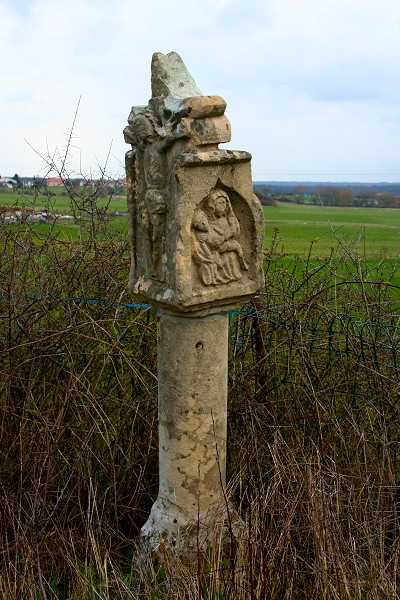
Bildstock de 1682 sur la route d’Œutrange à Entrange.

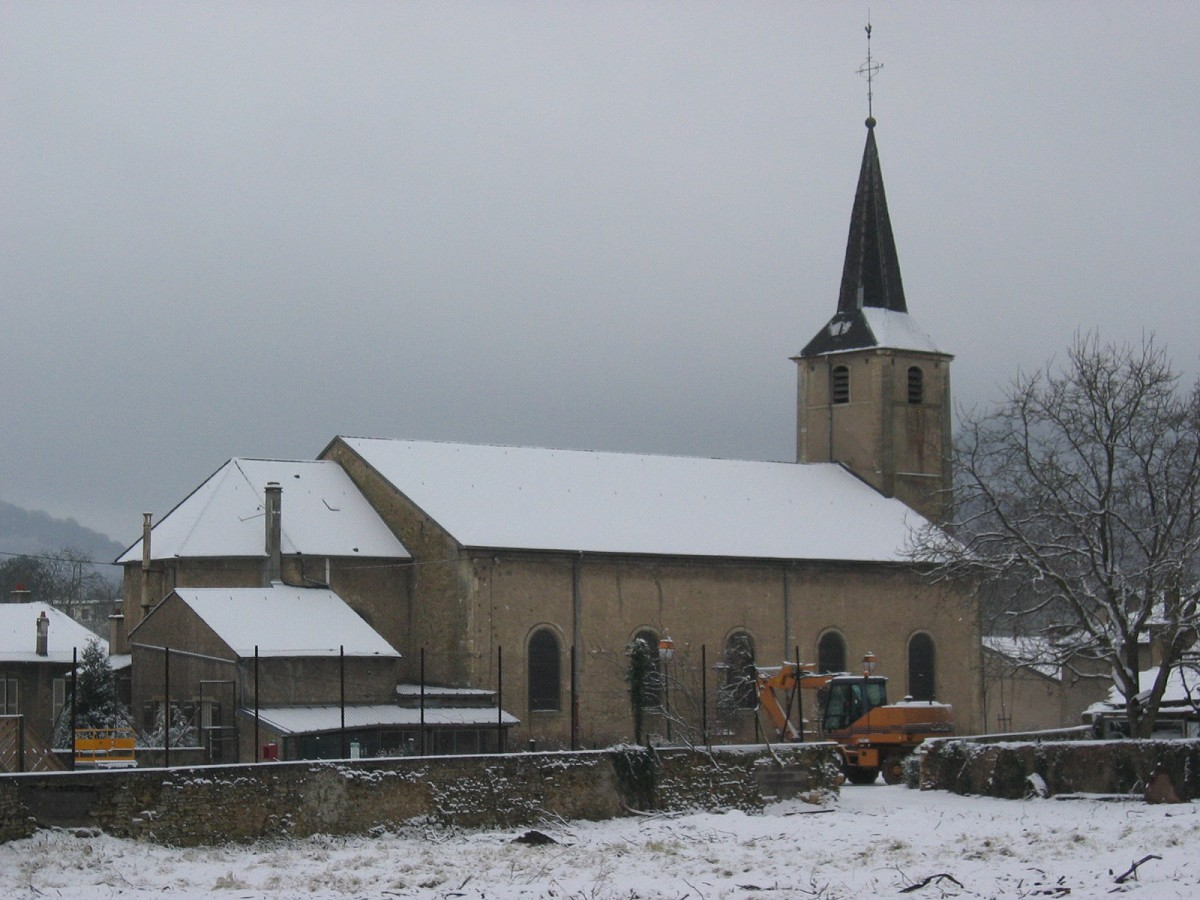
L'église en décembre 2004.

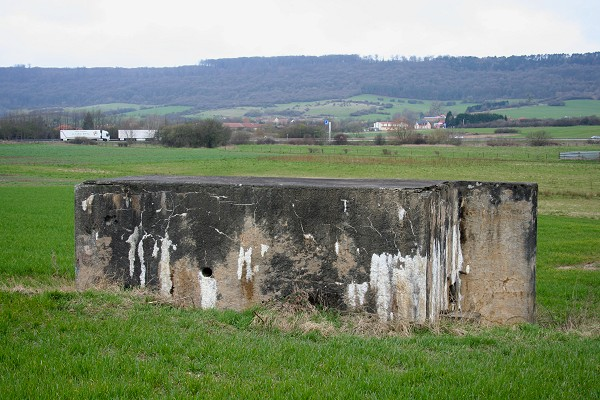
Blockhaus pour mitrailleuse de la Ligne Maginot près d'Œutrange.

- L'ancien château du seigneur Elminger, propriété privée non visitable
- En 2016, Œutrange est la localité de la commune de Thionville dans laquelle il y a le plus de croix et de bildstocks[20]
- De nombreux chemins de promenade peuvent être parcourus tout autour du village, dont le sentier de découverte du Beerenweg

#### Édifices religieux
- Église Notre-Dame-de-la-Visitation et son orgue imposant, elle a été restaurée en 1752 et agrandie en 1833[17] ; cette église a pu accueillir jusqu'à 1 000 personnes
- Un Bon Dieu de Pitié du XVIe siècle est situé derrière l'église
- Bildstock appelé « Croix Notre-Dame de Pitié » ; érigé en 1642 ou 1682, restauré en 1809 ; route d’Entrange[20]
- Bildstock du XVIe siècle ; appelé « croix du Koche » ; à l’angle de l’allée des Sources et du chemin du Quart de réserve[20]
- Bildstock du XVIIIe siècle ; rue du 70e Régiment d'Artillerie[20]
- Croix de Saint-Étienne ; érigée en 1812 par les époux Folisse[20]
- Calvaire du début du XIXe siècle ; érigé par A. Larut et exécuté par le tailleur de pierre L. Becker ; rue Général Gillant[20]
- Calvaire de 1821 ; exécuté par L. Becker à la demande de N. Bouster et de son épouse ; restauré en 1998 ; rue du Juge de Paix[20]
- Calvaire de 1835 ; édifié à l’initiative de Pierre Zimmer et Marie Becker ; à l’angle de la rue du Wampich et de la rue du Chapelain[20]
- Deux calvaires, l'un de 1789 et l'autre de 1852, ont disparu en mai 1972[21]

#### Ouvrages militaires
- De nombreux vestiges de la Ligne Maginot sont visibles, notamment sur les hauteurs avec le Gros Ouvrage de Molvange qui comprenait 9 blocs de combats (non-visitable car toujours propriété de l'armée).

### Personnalités liées au village
- Nicolas Elminger, Seigneur d'Œutrange : né à Thionville le 12 janvier 1762, il était avocat au Parlement de Metz et premier président du bureau des finances de cette ville en 1787[22].
- Général Gillant[précision nécessaire].

### Héraldique
| Blason de Œutrange | Blason  | D'azur à la plume d'argent posée en barre, accompagnée de deux étoiles du même, au casque d'or taré de face brochant en abîme. |
| Blason de Œutrange | Détails | |